# Северный Гондэр
Северный Гондэр (амх. ሰሜን ጎንደር) — зона в регионе Амхара, Эфиопия.

## География
Площадь зоны составляет 45 944,63 км².

## Население
По данным Центрального статистического агентства Эфиопии на 2007 год население зоны составляет 2 929 628 человек, из них 1 486 040 мужчин и 1 443 588 женщин. Прирост населения по сравнению с данными переписи 1994 года составил 40,26 %. Плотность населения — 63,76 чел/км². Основная этническая группа — амхара, которая составляет 97,84 % населения; оставшиеся 2,16 % представлены другими народностями. 98,32 % жителей зоны считают родным языком амхарский язык. 95,38 % населения являются приверженцами эфиопской православной церкви и 4,29 % населения исповедуют ислам.
По данным прошлой переписи 1994 года население зоны насчитывало 2 088 684 человека, из них 1 059 698 мужчин и 1 028 986 женщин. 89,72 % населения составляли амхара, 8,25 % — кемант, 0,94 % — тиграи; оставшиеся 1,09 % были представлены другими этническими группами. 98,24 % жителей зоны считали родным языком амхарский и 0,81 % — язык тигринья; остальные 0,95 % населения назвали другие языки в качестве родного. 95,32 % населения были приверженцами эфиопской православной церкви и 4,54 % населения являлись мусульманами.

## Административное деление
В административном отношении подразделяется на 16 районов (ворэд).